# Schloss Piesing

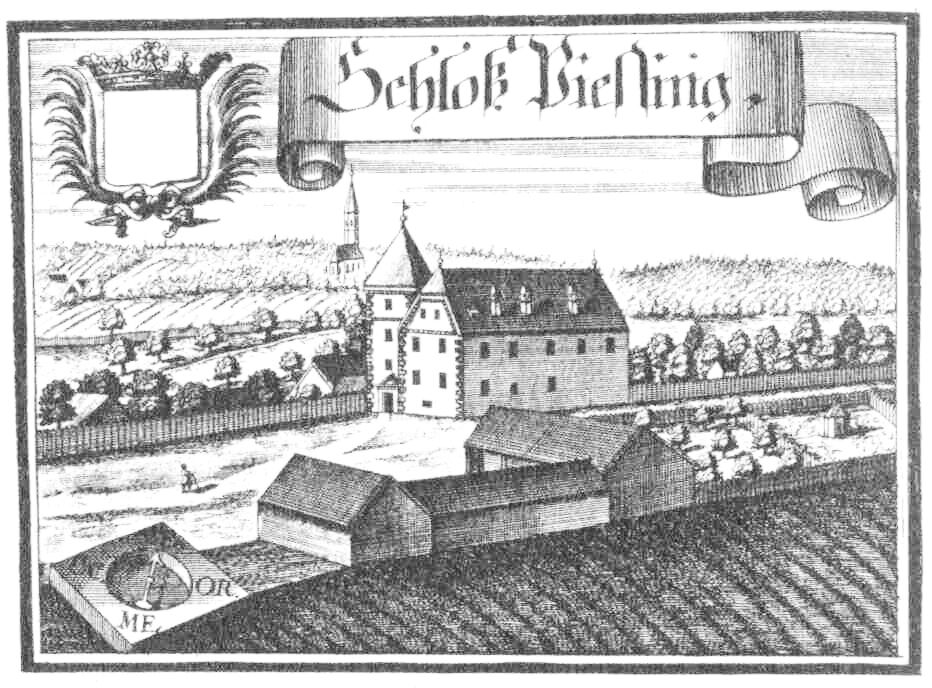
Schloss Piesing nach einem Stich von Michael Wening von 1721

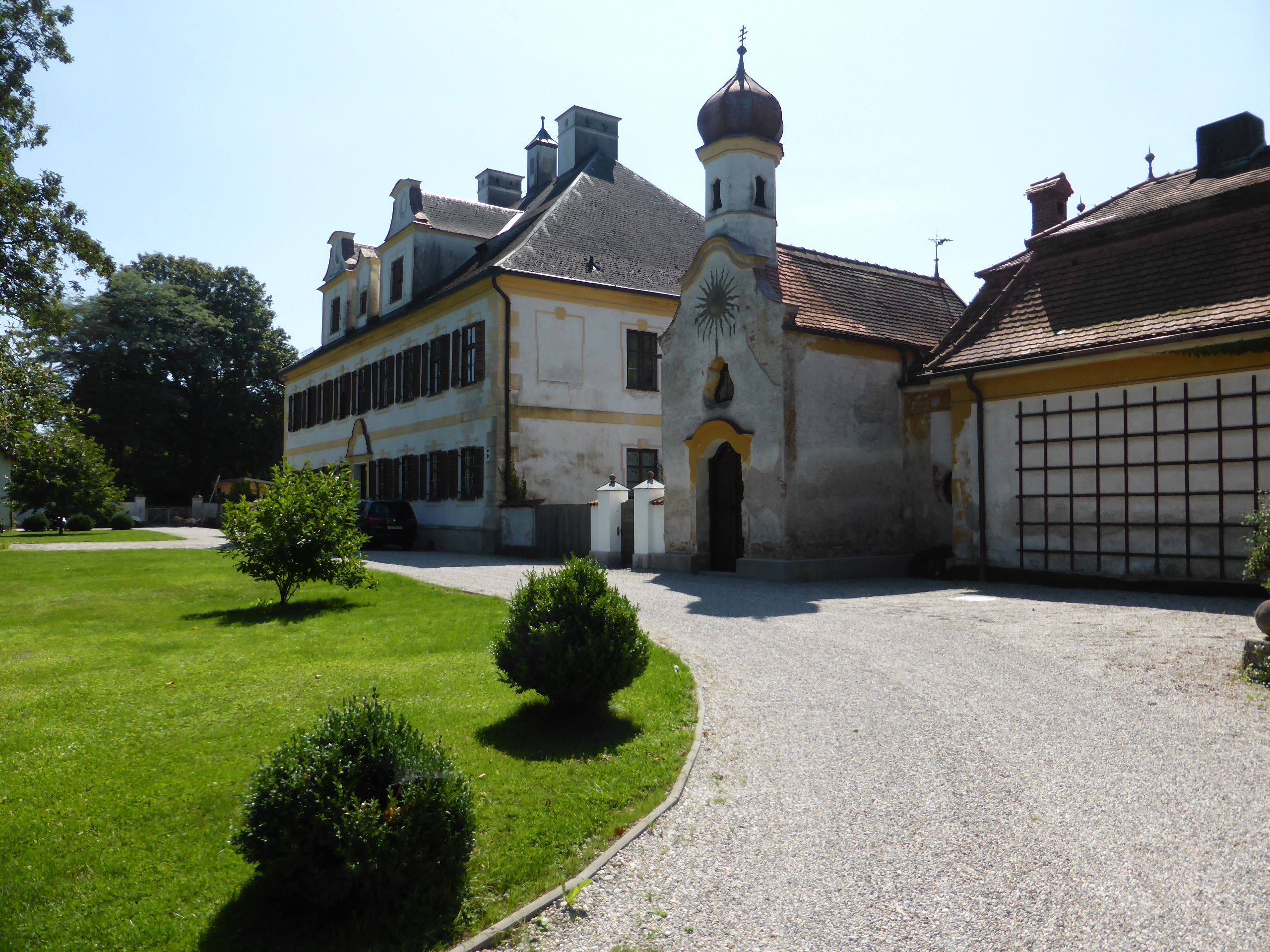
Schloss Piesing mit Schlosskapelle

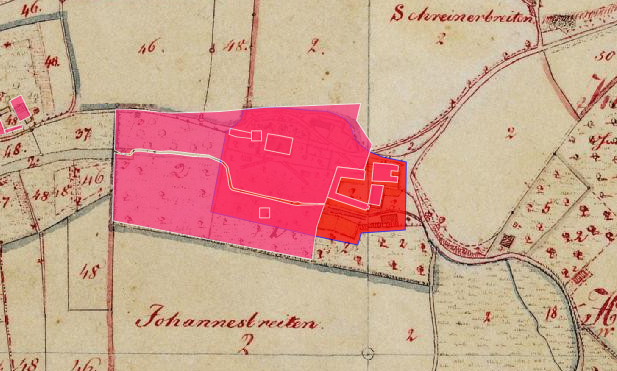
Lageplan von Schloss Piesing auf dem Urkataster von Bayern

Das Schloss Piesing liegt im Gemeindeteil Piesing der Gemeinde Haiming im Landkreis Altötting von Bayern (Piesing 1). Es ist unter der Aktennummer D-1-71-118-20 als Baudenkmal verzeichnet. „Untertägige frühneuzeitliche Befunde im Bereich von Schloss Piesing und seiner Vorgängerbauten mit Wirtschaftshof und barocken Gartenanlagen“ werden zudem als Bodendenkmal unter der Aktennummer D-1-7743-0054 geführt.

## Geschichte

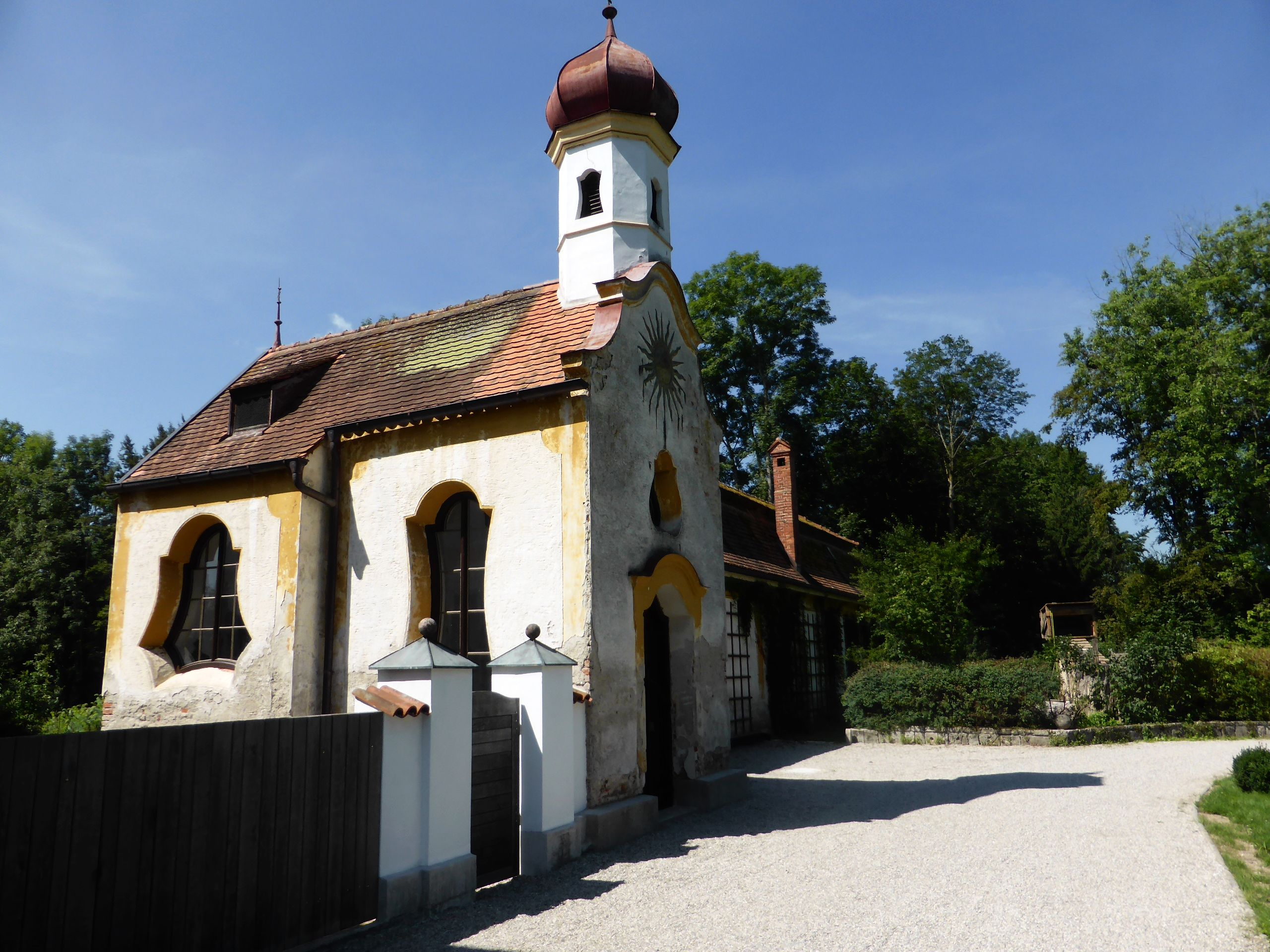
Schlosskapelle Maria Hilf

Piesing wurde als echter „-ing“-Ort zwischen 520 und 700 als Niederlassung eines Puso gegründet. Erst im 13. Jahrhundert liegen Urkunden vor, in denen sich ein vermutliches Ministerialengeschlecht des Klosters Raitenhaslach nach Piesing nennen. Ein Konrad von Bvehsingen wird 1253 in einer Traditionsurkunde des Klosters als Zeuge bei der Übergabe eines Gutes genannt, in der Raitenhaslacher Excerpta Genealogica von 1268 sind die Brüder Heinrich und Wiching de Puhsingen (später auch Puchsinger genannt) erwähnt. Auch ein Ulschalich von Puesing ist 1309 in einer Raitenhaslacher Urkunde als Zeuge wegen eines Streites des Abtes von Raitenhaslach gegen Ortlieb von Wald genannt. 1350 ist eine ganze in Piesing ansässige Familie angeführt (Konrad von Piesing mit Frau und Söhnen Hans Stephan und Andree).
Um 1420 wird ein Hans Püsinger als der auf dem Gut Piesing sitzende Bauer genannt. Dieser verkaufte seinen Besitz 1489 an Hans Offenhaimer, Rentmeister und Landschreiber zu Burghausen. Eine seit 1497 auf dem Piesinger Hof zu Erbrecht nachweisbare Familie eines Leonhart Steppuecher nannte sich dann in Piesinger um. Die Offenhaimer hatten Piesing zwischen 1489 und 1571 inne. Unter ihnen erfolgte der Aufstieg von Piesing zu einem Edelsitz und schließlich zur Hofmark. Kaspar Offenhaimer, seit 1512 Herr auf Piesing, erhält am 31. Juli 1536 von den Herzögen Wilhelm und Ludwig als Lohn für seine Dienste als Pfleger von Wildshut und als Kastener von Burghausen die Edelmannsfreiheit und am 4. Dezember 1541 die Hofmarkgerechtigkeit für seinen Sitz zu Piesing. Caspar Offenhaimer erwirbt noch zahlreiche weitere Güter und erhält auch das Recht, in seiner Hofmark einen Markt abzuhalten. Sein Lieblingsaufenthaltsort war in seiner Herrschaft Seibersdorf das dortige Schloss Seibersdorf, wo er nach seinem Tod († 1550) auch seine Grablege erhielt. Sein Nachfolger Onophrius Offenhaimer starb bereits ein Jahr später unter Hinterlassung der drei unmündigen Kindern Hans Christoph, Josua und Margaret. 1555 erfolgte eine endgültige Erbteilung, bei der die Kinder des Onophrius u. a. Piesing zugesprochen bekamen. Eustachius, der Bruder des Onophrius, erhielt Herrschaft und Burg Guteneck und der weitere Bruder Hans die Herrschaft Seibersdorf. Nach dem Tod von Hans Christoph und Josua erbt Margaret 1571 Piesing. Sie war mit Konrad von Schwapbach verheiratet und nachdem die Ehe kinderlos blieb, ging Piesing 1571–1695 an die Schwapbacher.
Konrad von Schwapbach, Mautner von Obernberg am Inn verstarb 1592, ihm folgte sein Sohn Hans Sigwart auf Piesing nach, 1616 dann sein jüngerer Brüder Julius Rudolf von Schwapbach, verheiratet mit Veronika, der Tochter des Rentmeisters Philipp Sickenhausen. Nach seinem Tod († 1671) blieb seine Witwe auf Piesing und konnte den Besitz durch den Ankauf der Hofmark Rotenbergham noch erweitern. Piesing ging dann an Julius Franz und Philipp Reichard, die letzten Söhne des Konrad von Schwapbach. Erbstreitigkeiten zwischen den Brüdern und nach dem Tod des Philipp Reichard († 1691) mit dessen Frau und ihren elf Kindern brachten Julius Franz dazu, in seinem Testament als Erben Adam Kaspar von Freyberg, Herr auf Schloss Haiming, einzusetzen. Dessen Sohn Carl Adam von Freyberg gelang es 1711, auch die andere Hälfte von Piesing zu erwerben. Durch einen Vertrag mit seinem Bruder Judas Thaddäus gelang es ihm 1716 alleiniger Herr auf Piesing zu werden. Nach dem Tod des kinderlos gebliebenen Carl Adam († 1736) vermählte sich dessen Witwe und Alleinerbin Maria Theresia 1740 mit Maximilian Franz Josef Freiherr von Berchem, Rentmeister von Burghausen. Auch er konnte durch geschicktes Arbeiten den Besitz stark vermehren (u. a. erwarb er 1736 die Hofmark Ritzung, 1759 die Hofmark Haiming, 1780 die Hofmark Niedernperach und zu seinen Besitzungen gehörte auch Herrschaft und Schloss Seibersdorf). Die Berchem blieben bis 1869 im Besitz von Piesing. Dann kam Piesing an die Familie der Freiherrn von Ow, die bis heute in Piesing residiert. 1939 erfolgt durch Anton Freiherr von Ow wieder aber eine Aufteilung zwischen Piesing und Haiming.

## Schloss Piesing einst und jetzt
Piesing liegt in südwestlicher Nachbarschaft zu Haiming am orographisch linken Ufer der Salzach. Ein erster Schlossbau (vermutlich aus Holz) wird von Caspar Offenhaimer begonnen und 1548 fertiggestellt. Allerdings brannte dieses Schloss 1600 vollständig ab. Carl Adam von Freyberg gab 1726 einen völligen Neubau des Schlosses Piesing bei Martin Pöller in Auftrag. Die Innenausstattung aus der damaligen Zeit ist heute noch erhalten.
Der heutige Schlossbau ist zweigeschossig auf rechteckigem Grundriss mit hohem Walmdach erbaut. Der auf dem Stich von Michael Wening von 1721 zu erkennende seitlich stehende Turm, der den Eingang zu dem Schloss beschützte, ist abgekommen. Die Zwerchgiebel stammen aus dem Ende des 18. Jahrhunderts. Die nebenstehende Schlosskapelle Maria Hilf ist ein neubarocker Bau von 1901 mit entsprechender Ausstattung und mit einem Zwiebelturm bekrönt. Auch die Bibliothek, ein seitlich abgerückter neubarocker Mansarddachbau stammt von 1901. Der Schlossgarten ist ursprünglich barock, wurde aber im 19. Jahrhundert im englischen Stil überarbeitet. Hier findet sich ein Johannes-Nepomuk-Bildstock aus dem 18. Jahrhundert.